# Medical Detectives – Geheimnisse der Gerichtsmedizin
Medical Detectives – Geheimnisse der Gerichtsmedizin (Originaltitel: Medical Detectives, später Forensic Files) ist eine US-amerikanische Krimi-Dokumentation, die von 1996 bis 2011 erstausgestrahlt wurde. Für die ersten vier Staffeln lief die Serie auf TLC, wechselte dann für die weiteren zehn Staffeln zum Sender truTV (ehemals Court TV). Die Fortsetzung Forensic Files II wird seit Februar 2020 auf dem Sender HLN ausgestrahlt. Executive Producer ist Nancy Duffy, in der Originalserie war es der Schöpfer der von Medstar Television hergestellten Dokuserie Paul Dowling.

## Geschichte
Insgesamt wurden von Forensic Files 400 Episoden und sieben Specials in der Originalsprache produziert, wovon alle Episoden und ein Special deutsch synchronisiert wurden. Die bisher 58 Episoden von Forensic Files II wurden ebenfalls alle deutsch synchronisiert. Der Sprecher, der durch die Sendung von Forensic Files führte, war Peter Thomas. Aufgrund dessen Todes wurde diese Aufgabe ab 2020 von Bill Camp übernommen. In Deutschland wird Medical Detectives, außer bei Staffel 2, von Hubertus Bengsch, besser bekannt als die Synchronstimme von Richard Gere oder von William Petersen alias Gil Grissom aus CSI: Vegas, präsentiert.
Medical Detectives wird in Deutschland von VOX (bis Oktober 2006; seit Oktober 2008 im Nachtprogramm; 145 Folgen), auf dem Pay-TV-Sender RTL Crime sowie auf dem Free-TV-Sender Nitro ausgestrahlt. Auf den genannten Sendern laufen zudem Wiederholungen.
Am 1. Juli 2020 gab Mark Benecke auf Facebook bekannt, dass acht neue Folgen gedreht wurden. Diese wurden ab Oktober 2020 samstags um 20:15 Uhr auf Nitro und zuvor bereits bei RTL Crime ausgestrahlt. Ende 2021 wurde eine weitere Staffel gedreht. Diese in Deutschland als vierte Staffel herausgegebenen Folgen werden seit Mai 2022 bei RTL Crime ausgestrahlt und sind zudem neben allen anderen Folgen der Serie über den zugehörigen RTL Crime Channel auf Prime Video abrufbar. Ab dem 9. April 2023 wurde die 6. Staffel, bestehend aus 8 Folgen, ausgestrahlt. Ab dem 30. Juni 2024 strahlte RTL Crime 6 neue Folgen aus.
Im Nachtprogramm bei VOX hat die Sendung regelmäßig sehr hohe Einschaltquoten und kommt teilweise auf bis zu 30 % Marktanteil, was für den Sender normalerweise eher untypisch ist.

## Themenschwerpunkte
Medical Detectives beschäftigt sich hauptsächlich mit der kriminaltechnischen und forensischen Aufklärung von Verbrechen mit Hilfe wissenschaftlicher und technischer Methoden der forensischen Psychologie, Ballistik, forensischen Entomologie, Daktyloskopie, forensischen Odontologie, forensischen Serologie, DNA-Typisierung, Material- und Faseranalyse, forensischen Toxikologie, forensischen Handschriftanalyse, der IT-Forensik, der Physik, der Biologie und der Chemie. In den Sendungen werden dabei Ermittler, Kriminaltechniker, Gerichtsmediziner, andere Fachspezialisten, unmittelbare Opfer und Zeugen befragt und erzählen aus ihrer Sicht den Verlauf und die Lösung des Verbrechens. Außerdem werden gelegentlich Themen wie Unfälle und Epidemien angesprochen, deren Entstehung aus wissenschaftlicher Sicht interessant ist und einem Puzzle gleicht, das nur mit Hilfe vieler Spezialisten gelöst werden kann.
Bei bestimmten wissenschaftlichen Methoden (Luminol/Kastle-Meyer-Test zur Vorbestimmung von Blutspuren) oder Indizien-Entdeckung, die schwer verständlich sind und bei denen im ersten Moment nicht ersichtlich ist, wie sie mit dem Verbrechen zusammenhängen, wie beispielsweise der PCR-Vervielfältigung, der RFLP-Analyse, Southern Blot oder Algor mortis/Rigor mortis/Livor mortis, werden dem Laien und Zuschauer verständlicher durch Experten wie Stephan Harbort (Kriminalist, Fallanalytiker/Profiler, Kommissar a. D.), Dietrich Inhülsen (Biologieoberrat des LKA Niedersachsen), Lars Kröner (Chemiker, forensische Toxikologie – ehemals Rechtsmedizin der Universität Köln), Andrea Schultes (Gerichtsmedizinerin – Rechtsmedizin der Universität Köln), Prof. Richard Helmer (Anthropologe an der Universität Bonn), Carsten Hohoff (DNA-Spezialist an der Universität Münster) oder Mark Benecke (staatlich anerkannter Kriminalbiologe, forensischer Entomologe) erklärt.
Neben den amerikanischen werden vereinzelt auch Fälle aus Kanada, Australien und Großbritannien gezeigt. Der zweite Fall aus der Folge Schicksalhafte Begegnung spielt in Deutschland, gehört aber nicht zur amerikanischen Originalserie; dieser und der zweite Fall aus der Folge Unsichtbare Helfer, welcher in der Schweiz spielt und auch Teil der amerikanischen Originalserie ist, werden wegen Verletzungen des Persönlichkeitsrechts im deutschsprachigen Raum nicht mehr ausgestrahlt.

## Episodenführer
Staffel 1 [Episoden aus Forensic Files], Erstausstrahlung auf VOX zwischen 09/2002 und 10/2006
| Episode | Titel                          | Titel 1 Original                          | Titel 2 Original                      |
| ------- | ------------------------------ | ----------------------------------------- | ------------------------------------- |
| 001     | Mord in Serie                  | Knot for Everyone [03-02]                 | Broken Promises [05-14]               |
| 002     | Verräterische Abdrücke         | Body of Evidence [04-08]                  | Lasting Impression [05-11]            |
| 003     | Eigen Fleisch und Blut         | Similar Circumstances [03-06]             | Invisible Intruder [04-01]            |
| 004     | Mord auf Raten                 | Without a Trace [03-01]                   | ’Til Death do us Part [04-06]         |
| 005     | Rendezvous mit dem Tod         | Deadly Knowledge [05-19]                  | Photo Finish [06-11]                  |
| 006     | Explosive Botschaft            | Deadly Delivery [03-05]                   | Line of Fire [06-17]                  |
| 007     | Spuren ins Ungewisse           | Grave Evidence [03-07]                    | Missing in Time [06-01]               |
| 008     | Tödliche Gefühle               | A Woman Scorned [05-03]                   | Naked Justice [06-28]                 |
| 009     | Todesengel                     | Broken Bond [03-12]                       | Nursery Crimes [05-10]                |
| 010     | Brandgefährlich                | Ultimate Betrayal [04-03]                 | Fire Dot Com [06-06]                  |
| 011     | Böses Blut                     | Second Shot at Love [05-16]               | Bad Blood [06-18]                     |
| 012     | Die Unterschrift des Täters    | Burning Ambition [05-05]                  | Journey to Justice [05-17]            |
| 013     | Tödliche Täuschung             | Beaten by a Hair [03-09]                  | Time Will Tell [05-15]                |
| 014     | Verwischte Spuren              | Missing Pearl [06-02]                     | Root of all Evil [06-20]              |
| 015     | Falsche Fährten                | Accident or Murder [04-09]                | Memories [05-06]                      |
| 016     | Zweifelhafte Zeugen            | Dew Process [05-02]                       | Mistaken for Dead [06-07]             |
| 017     | Rekonstruktion des Todes       | The Talking Skull [03-03]                 | Frozen Evidence [06-08]               |
| 018     | Tödliche Familienbande         | Video Diary [05-18]                       | Bagging a Killer [06-25]              |
| 019     | Bis dass der Tod uns scheidet  | Slippery Motives [04-13]                  | Cats, Flies and Snapshots [06-27]     |
| 020     | Tod im Rotlichtmilieu          | Treads and Threads [06-14]                | Sibling Rivalry [06-23]               |
| 021     | Grausame Funde                 | Cement the Case [04-04]                   | Skin of her Teeth [06-16]             |
| 022     | Lebenslänglich                 | Crime Seen [03-10]                        | Innocence Lost [04-05]                |
| 023     | Unter Verdacht                 | A Shot in the Dark [07-09]                | Scout’s Honour [07-12]                |
| 024     | Auf der Flucht                 | Reel Danger [07-03]                       | A Touching Recollection [07-13]       |
| 025     | Unsichtbare Helfer             | The Common Thread [02-01]                 | Micro-Clues [02-12]                   |
| 026     | Mörderische Verwandtschaft     | The Dirty Deed [02-02]                    | The Blood Trail [02-06]               |
| 027     | Tödliche Substanzen            | Bitter Potion [02-05]                     | Something’s Fishy [02-09]             |
| 028     | Spur des Verschwindens         | The Disappearance of Helle Crafts [01-01] | The House that Roared [01-03]         |
| 029     | Mörderische Gene               | The Footpath Murders [01-04]              | Insect Clues [01-10]                  |
| 030     | Tödliche Bakterien             | Legionnaires’ Disease [01-07]             | Deadly Parasites [02-13]              |
| 031     | In der Falle                   | Southside Strangler [01-06]               | The Magic Bullet [01-02]              |
| 032     | Hund, Katze, Mord              | The Purr-fect Match [07-07]               | Chief Evidence [07-17]                |
| 033     | Tödliche Beziehung             | The Wilson Murder [01-08]                 | Who’s Your Daddy [07-04]              |
| 034     | Im Schatten des Gesetzes       | Telltale Tracks [07-20]                   | Frozen in Time [07-22]                |
| 035     | Zwischen Himmel und Erde       | Bio Attack [07-08]                        | Without a Prayer [07-10]              |
| 036     | Aussage gegen Aussage          | Forever hold your Peace [07-02]           | The Alibi [07-05]                     |
| 037     | Zeit der Wahrheit              | A Bite out of Crime [07-06]               | Within a Hair [07-16]                 |
| 038     | Verhängnisvolle Familienbande  | The List Murders [01-12]                  | Ghost in the Machine [07-21]          |
| 039     | Zeugen der Opfer               | Planted Evidence [01-05]                  | A Leg to Stand On [07-14]             |
| 040     | Netz aus Lügen                 | Sex, Lies and DNA [02-04]                 | Foundation of Lies [05-12]            |
| 041     | Giftige Beziehungen            | A Bitter Pill to Swallow [07-18]          | The Metal Business [07-24]            |
| 042     | Handschrift Mord               | Sip of Sins [07-19]                       | Ties that Bind [04-07]                |
| 043     | Es Geschah Am...               | Dressed to Kill [07-25]                   | A Bag of Evidence [07-29]             |
| 044     | Dokument des Todes             | Postal Mortem [02-11]                     | Unholy Vows [05-13]                   |
| 045     | Der plötzliche Tod             | Sign Here [08-04]                         | Core Evidence [04-10]                 |
| 046     | Verräterische Schatten         | Shadow of a Doubt [08-05]                 | With every Breath [04-12]             |
| 047     | Zahn um Zahn                   | Pastoral Care [06-24]                     | Tooth or Consequences [07-30]         |
| 048     | Der letzte Wille               | The Sniffing Revenge [07-31]              | Last Will [07-42]                     |
| 049     | Tödliches Spiel                | The Cheater [07-01]                       | X Marks the Spot [07-35]              |
| 050     | Feuer und Flamme               | A Vow of Silence [07-27]                  | Fire Proof [07-34]                    |
| 051     | Der letzte Beweis              | Elephant Tracks [07-28]                   | The Music Case [08-02]                |
| 052     | Tödliche Arrangements          | Dinner and a Movie [08-10]                | Horse Play [06-13]                    |
| 053     | Unfall oder Mord               | Plastic Fire [07-41]                      | Treading Not So Lightly [06-29]       |
| 054     | Im Namen des Volkes            | Once Bitten [08-07]                       | Palm Print Conviction [07-26]         |
| 055     | Pfad der Wahrheit              | A Voice from Beyond [05-04]               | Trail Of Truth [05-07]                |
| 056     | Unsichtbare Killer             | Shot of Vengeance [08-09]                 | Breaking the Mold [07-37]             |
| 057     | Teuflisches Profil             | Material Evidence [05-08]                 | Pure Evil [06-19]                     |
| 058     | Die bessere Hälfte             | House Call [07-38]                        | Marathon Man [07-39]                  |
| 059     | Schwarze Witwen                | Order Up [08-12]                          | When the Dust Settled [08-13]         |
| 060     | Eine Frage der Zeit            | Sleight of Hand [07-32]                   | Bound for Jail [08-22]                |
| 061     | Vorsicht Giftig!               | Dessert Served Cold [08-01]               | The Big Chill [08-21]                 |
| 062     | Motive                         | Brotherhoods [08-17]                      | Hair of the Dog [08-18]               |
| 063     | Dunkle Schatten                | All Wet [08-08]                           | A Welcome Intrusion [08-14]           |
| 064     | Nachricht aus dem Jenseits     | Private Thoughts [08-16]                  | Breaking News [08-19]                 |
| 065     | Diagnose Selbstmord            | Within Arm’s Reach [08-15]                | All the World’s a Stage [08-20]       |
| 066     | Dem Täter auf der Spur         | Speck of Evidence [03-11]                 | Badge of Deceit [05-01]               |
| 067     | Jäger und Gejagte              | Scratching the Surface [07-33]            | Partners in Crime [07-15]             |
| 068     | Spuren im Schnee               | A Clutch of Witnesses [07-11]             | Tourist Trap [08-06]                  |
| 069     | Falsche Freunde                | Cold Storage [07-23]                      | A Wrong Foot [08-11]                  |
| 070     | Das Phantom                    | All Charged Up [07-36]                    | Paintball [08-03]                     |
| 071     | Zeugen der Anklage             | Nailed [08-24]                            | Out of the Ashes [03-13]              |
| 072     | Schriftliches Vermächtnis      | True Lies [08-27]                         | Smoke in your Eyes [08-29]            |
| 073     | Sternzeichen Mord              | Sign of the Zodiac [08-25]                | Soft Touch [06-09]                    |
| 074     | Kindheitstrauma                | The Killing Room [04-02]                  | Haunting Vision [04-11]               |
| 075     | Nebel des Grauens              | Killer Fog [02-03]                        | Charred Remains [02-08]               |
| 076     | Tod aus dem Nichts             | Deadly Formula [03-08]                    | Fatal Fungus [02-07]                  |
| 077     | Tödliche Fehler                | Kill’igraphy [05-09]                      | Man’s Best Friend [06-03]             |
| 078     | Unter den Augen der Kirche     | Church Disappearance [06-10]              | Where the Blood Drops [06-21]         |
| 079     | Im Netz der Verführung         | Web of Seduction [08-34]                  | Grounds for Indictment [08-35]        |
| 080     | Tödliche Geschäfte             | Past Lives [08-31]                        | Over and Out [08-32]                  |
| 081     | Mörderischer Hausbesuch        | Flower Power [08-30]                      | Death by a Salesman [08-33]           |
| 082     | Suche nach Wahrheit            | Traces of Truth [08-37]                   | Dülling Confessions [08-36]           |
| 083     | Verhängnisvolle Kündigung      | Road Rage [09-01]                         | Hack Attack [08-39]                   |
| 084     | Schicksalsschläge              | In Harm’s Way [09-03]                     | Visibility Zero [08-41]               |
| 085     | Spiel mit dem Feuer            | Hunter or Hunted [09-02]                  | Flashover [08-42]                     |
| 086     | Familienbande                  | No Corpus Delicti [09-04]                 | Honour Thy Father [08-38]             |
| 087     | Tatorte                        | Bed of Deceit [08-28]                     | Deadly Curve [08-40]                  |
| 088     | Spuren des Todes               | Letter Perfect [08-26]                    | Sphere of Inflünce [08-23]            |
| 089     | Tödliche Gefahr                | Shopping Spree [06-30]                    | Outbreak [01-11]                      |
| 090     | Hüter des Gesetzes             | Burning Desire [09-06]                    | News At 11 [09-05]                    |
| 091     | Maskierte Verbrechen           | Bad Medicine [09-08]                      | Cloak of Deceit [09-07]               |
| 092     | Versunkene Wahrheiten          | Stick ’Em Up [09-09]                      | Head Games [09-10]                    |
| 093     | Abgründe                       | Making the Collar [09-11]                 | The Financial Downfall [09-12]        |
| 094     | Aus dem Hinterhalt             | The Sniper’s Trail [07-40]                | A Daughter’s Journey [09-13]          |
| 095     | Verwirrende Beweise            | Over a Barrel [09-14]                     | Pinned by the Evidence [09-15]        |
| 096     | Ungehörte Schreie              | Cries Unheared [09-16]                    | Buried Treasure [09-17]               |
| 097     | Überführt                      | Badge of Betrayal [09-18]                 | Deadly Matrimony [09-19]              |
| 098     | Sprechender Tatort             | Muddy Waters [09-20]                      | Point of Origin [09-21]               |
| 099     | Akte Mord                      | Seeds for Doubt [09-22]                   | Saving Face [09-23]                   |
| 100     | Schicksalshafte Begegnungen    | Northern Exposure [09-24]                 | Heidelberger Kinderarztpraxis [00-00] |
| 101     | Verborgene Geheimnisse         | Silk Stalkings [09-25]                    | Fishing for The Truth [09-26]         |
| 102     | Geld oder Liebe                | For Love or Money [09-27]                 | South of the Border [09-28]           |
| 103     | Tödliche Träume                | The Stake-Out [09-29]                     | Walking Terror [09-30]                |
| 104     | Brandheiße Spuren              | Trial by Fire [10-01]                     | Marked for Life [10-02]               |
| 105     | Mörderisches Puzzle            | Plastic Puzzle [10-03]                    | Up in Smoke [10-04]                   |
| 106     | Knochenjob                     | Soiled Plan [10-05]                       | Headquarters [10-06]                  |
| 107     | Freund oder Feind              | One for the Road [10-07]                  | Army of Evidence [10-08]              |
| 108     | Zerstörerische Gewalt          | Shear Luck [10-09]                        | Tagging a Suspect [10-10]             |
| 109     | Der entscheidende Beweis       | Strong Impressions [10-11]                | Cereal Killer [10-12]                 |
| 110     | Verhängnisvolle Konfrontation  | Crash Course [10-13]                      | A Leg Up on Crime [10-14]             |
| 111     | Rätselhafte Gene               | Tight-fitting Genes [10-15]               | Deadly Valentine [10-16]              |
| 112     | Ohne Geständnis                | Picture This [10-17]                      | Oily in the Morning [10-18]           |
| 113     | Außer Kontrolle                | Gold Rush [10-19]                         | Four on the Floor [10-20]             |
| 114     | Skrupellos                     | Writer’s Block [10-21]                    | A Clean Getaway [10-22]               |
| 115     | Tödliche Bündnisse             | Prints Among Thieves [10-23]              | Unholy Alliance [10-24]               |
| 116     | Freundschaften                 | Signed, Sealed & Delivered [10-25]        | Cop Out [10-26]                       |
| 117     | Letzter Ausweg Mord            | Enemy Within [10-42]                      | Summer Obsession [10-27]              |
| 118     | Winziger Fingerzeig            | Elemental Clue [10-28]                    | Moss, not Grass [10-29]               |
| 119     | Mord ohne Motiv                | Material Witness [10-30]                  | Garden of Evil [10-31]                |
| 120     | In Schuss und Asche            | Sunday School Ambush [10-32]              | Penchant for Poison [10-33]           |
| 121     | Blutige Spuren                 | Bump in the Night [10-34]                 | Sole Searching [10-35]                |
| 122     | Mord zum Dessert               | Murder on the Menu [10-36]                | Hot on the Trail [10-37]              |
| 123     | Eifersucht                     | High ’n Dry [10-38]                       | To the Viktor [10-39]                 |
| 124     | In Schutt und Asche            | Wired for Disaster [10-40]                | Wood-be Killer [10-41]                |
| 125     | Russisch Roulette              | Naughty or Nyce [11-01]                   | Going for Broke [11-02]               |
| 126     | Tödliches Blei                 | Just Desserts [11-03]                     | Sunday’s Wake [11-04]                 |
| 127     | Todesschützen                  | Shattered Dreams [11-05]                  | Dockter Visit [11-06]                 |
| 128     | Mord nach Plan                 | Murder, She Wrote [11-07]                 | Concrete Alibi [11-08]                |
| 129     | Mörderisches Spiel             | Key Evidence [11-09]                      | The Gambler [11-10]                   |
| 130     | Sterben und Sterben lassen     | Undertaken [11-13]                        | Dark Waters [11-14]                   |
| 131     | Mordszenarien                  | Nice Threads [11-15]                      | Grave Danger [11-16]                  |
| 132     | Verhängnisvolle Begierden      | Internal Affair [11-17]                   | A Case of the Flue [11-18]            |
| 133     | Tod am Straßenrand             | Weakest Link [11-11]                      | Capitol Crimes [11-12]                |
| 134     | Last der Beweise               | No Safe Place [11-19]                     | Live Wire [11-20]                     |
| 135     | Eine Frage der Glaubwürdigkeit | Van-Ished [11-21]                         | A Novel Idea [11-22]                  |
| 136     | Ein falsches Wort              | Chief Suspect [11-23]                     | Water Hazard [11-24]                  |
| 137     | Tödliches Verlangen            | Shell Game [11-25]                        | Ring Him Up [11-26]                   |
| 138     | Kalte Herzen                   | Killer Impression [11-27]                 | If I were You [11-28]                 |
| 139     | Tödliche Nähe                  | As the Tide Turns [11-29]                 | A Tight Leash [11-30]                 |
| 140     | Kurzer Prozess                 | Muffled Cries [11-31]                     | Critical Maneuver [11-32]             |
| 141     | Skrupellose Verlierer          | Skirting the Evidence [11-33]             | Small Town Terror [11-34]             |
| 142     | Der letzte Herzschlag          | Fresh Heir [11-35]                        | Ticker Tape [11-36]                   |
| 143     | Spur für Spur                  | Step by Step [11-37]                      | Blanket of Evidence [11-38]           |
| 144     | Feinde im eigenen Haus         | Fired-Up [11-39]                          | Two in a Million [11-40]              |
| 145     | Bitteres Ende                  | Bitter Brew [11-41]                       | Message in a Bottle [11-42]           |

Staffel 2 [Episoden aus Forensic Files], Erstausstrahlung auf RTL Crime zwischen 05/2014 und 07/2014
| Episode | Titel                           | Titel 1 Original               | Titel 2 Original                  |
| ------- | ------------------------------- | ------------------------------ | --------------------------------- |
| 01      | Unsichtbare Bedrohung           | Deadly Neighbors [01-09]       | Raw Terror [01-13]                |
| 02      | Ein unfassbarer Verdacht        | Sealed with a Kiss [02-10]     | Foreign Body [03-04]              |
| 03      | Offenbarungen                   | Hand Delivered [06-04]         | Death Play [06-05]                |
| 04      | Tödlicher Ernst                 | Whodunit [06-12]               | Killer’s Cattle Log [06-15]       |
| 05      | Angegriffen                     | Punch Line [06-22]             | Double Trouble [06-26]            |
| 06      | Nichts ist, wie es scheint      | Sharper Image [12-01]          | Insulated Evidence [12-02]        |
| 07      | Böses Spiel                     | Cold Hearted [12-03]           | Wheel of Misfortune [12-04]       |
| 08      | Licht ins Dunkel                | Quite a Spectacle [12-05]      | Transaction Failed [12-06]        |
| 09      | Mord verjährt Nicht             | The Day the Music Died [12-07] | Sole Survivor [12-08]             |
| 10      | Liebe, Schmerz und Tod          | Insignificant Others [12-09]   | Catch 22 [12-10]                  |
| 11      | Die Spur des Mörders            | A Cinderella Story [12-11]     | Screen Pass [12-12]               |
| 12      | Gegen die Uhr                   | Pressed for Crime [12-13]      | Finger Pane [12-14]               |
| 13      | Kampf um Gerechtigkeit          | Good as Gold [12-15]           | Freedom Fighter [12-16]           |
| 14      | Fehltritte des Mörders          | Dog Day Afternoon [12-17]      | Shattered Innocence [12-18]       |
| 15      | Ein ungewöhnlicher Zeuge        | All Butt Certain [12-19]       | Jean Pool [12-20]                 |
| 16      | Eine Frage der Ehre             | Traffic Violations [12-21]     | Brotherly Love [12-22]            |
| 17      | Mit anderen Augen               | Disrobed [12-23]               | Driven to Silence [12-24]         |
| 18      | Was die Toten erzählen          | Printed Proof [12-25]          | About Face [12-26]                |
| 19      | Vernichtete Beweise             | In the Bag [12-27]             | Yes in Deed [12-28]               |
| 20      | Geheimnisse und Gemeinsamkeiten | Guarded Secrets [12-29]        | Smoking out a Killer [12-30]      |
| 21      | Blutige Spur                    | Frozen Assets [13-01]          | House Hunting [13-02]             |
| 22      | Heimtückischer Mord             | Shoot to Thrill [13-03]        | Political Thriller [13-04]        |
| 23      | Ein hinterhältiges Spiel        | Double Cross [13-05]           | Dancing with the Devil [13-06]    |
| 24      | Ohne Ausweg                     | Last Dance [13-07]             | Constructive Criticism [13-08]    |
| 25      | Tödlicher Besuch                | Home Evasion [13-09]           | Window Watcher [13-10]            |
| 26      | Schatten der Vergangenheit      | Stranger in the Night [13-11]  | Kidnapping [13-12]                |
| 27      | Im Angesicht des Todes          | Sands of Crime [13-13]         | Calculated Coincidence [13-14]    |
| 28      | Spuren des Blutes               | Sworded Scheme [13-15]         | Unmasked [13-16]                  |
| 29      | Grausame Bedrohung              | Fashion Police [13-17]         | Church Dis-Service [13-18]        |
| 30      | Verstörende Träume              | Seedy Intentions [13-19]       | DNA Dragnet [13-20]               |
| 31      | Spurlos verschwunden            | Smiley Faces [13-21]           | Dirty Laundry [13-22]             |
| 32      | Stück für Stück                 | Drowning Sorrow [13-23]        | As-Fault [13-24]                  |
| 33      | Zeit der Vergeltung             | Family Ties [13-25]            | Trouble Brewing [13-26]           |
| 34      | Schleichender Tod               | Holy Terror [13-27]            | Needle in a Haystack [13-28]      |
| 35      | Ein mörderischer Plan           | Room with a View [13-29]       | Dollars and Sense [13-30]         |
| 36      | Tödliche Falle                  | Hair Line [13-31]              | All that Glitters is Gold [13-32] |
| 37      | Ein sinnloser Mord              | Deadly Rebellion [13-33]       | Sign of the Crime [13-34]         |
| 38      | Tückische Täuschung             | Covet the Neighbor [13-35]     | Writing on the Wall [13-36]       |
| 39      | Brutaler Anschlag               | Hundreds of Reasons [13-37]    | Cold Feet [13-38]                 |
| 40      | Schmutziges Spiel               | Separation Anxiety [13-39]     | Office Visit [13-40]              |
| 41      | In den besten Familien          | Shoe-in for Murder [13-42]     | Family Interrupted [13-43]        |
| 42      | Verdachtsmomente                | Palm Saturday [13-41]          | Runaway Love [13-44]              |
| 43      | Ohne jede Spur                  | Watchful Eye [13-45]           | Waste Mis-Management [13-46]      |
| 44      | Stadt, Land, Mord               | Dirty Little Secret [13-47]    | Lights Out [13-48]                |
| 45      | Auf Nimmerwiedersehen           | Pet Rock [13-49]               | Best Foot Forward [13-50]         |
| 46      | Überraschende Wendungen         | Purebread Murder [14-01]       | Hear no Evil [14-02]              |
| 47      | Enthüllungen der Wahrheit       | Hell’s Kitchen [14-03]         | Three’s a Crowd [14-04]           |
| 48      | In Flammen aufgegangen          | A Squire’s Riches [14-05]      | Home of the Brave [14-06]         |
| 49      | Ungesühnte Verbrechen           | Freeze Framed [14-07]          | Touch of Evil [14-08]             |
| 50      | Beuteschema                     | Textbook Murder [14-09]        | Filtered Out [14-10]              |
| 51      | Mord in gewissen Kreisen        | Water Logged [14-11]           | Social Circle [14-12]             |
| 52      | Schicksalhafte Begegnungen      | Low Maintenance [14-13]        | Fate Date [14-14]                 |
| 53      | Kalte Spur                      | Trail of a Killer [14-15]      | Gone Ballistic [14-16]            |
| 54      | Verzweifelte Suche              | Seeing Red [14-17]             | Trail of a Killer [14-15]         |
| 55      | Nur eine einzige Chance         | Skeleton Key [14-19]           | Funeral Services [14-20]          |
| 56      | Ein perfekter Mord              | Expert Witness [14-21]         |                                   |

Staffel 3 [Episoden aus Forensic Files], Erstausstrahlung auf RTL NITRO zwischen 01/2015 und 01/2016
| Episode | Titel                        | Titel 1 Original               | Titel 2 Original                  |
| ------- | ---------------------------- | ------------------------------ | --------------------------------- |
| 01      | Tod im Schlafzimmer          | Skeleton Key [14-19]           | Funeral Services [14-20]          |
| 02      | Spuren des Bösen             | Seeing Red [14-17]             | Trail of a Killer [14-15]         |
| 03      | In den eigenen vier Wänden   | Gone Ballistic [14-16]         | Low Maintenance [14-13]           |
| 04      | Verhängnisvolle Begegnungen  | Fate Date [14-14]              | Water Logged [14-11]              |
| 05      | Unheilvolle Pläne            | Social Circle [14-12]          | Textbook Murder [14-09]           |
| 06      | Eiskalte Seelen              | Filtered Out [14-10]           | Freeze Framed [14-07]             |
| 07      | Akribie Des Grauens          | Touch of Evil [14-08]          | A Squire’s Riches [14-05]         |
| 08      | Wenn der Schein Trügt        | Home of the Brave [14-06]      | Hell’s Kitchen [14-03]            |
| 09      | Folgenschwere Verweigerungen | Three’s a Crowd [14-04]        | Purebread Murder [14-01]          |
| 10      | Verräterische Spuren         | Hear No Evil [14-02]           | Pet Rock [13-49]                  |
| 11      | Fatale Bekanntschaften       | Expert Witness [14-21]         | Best Foot Forward [13-50]         |
| 12      | Im Wahn                      | Dirty Little Secret [13-47]    | Lights Out [13-48]                |
| 13      | Die Gier und der Tod         | Watchful Eye [13-45]           | Waste Mis-Management [13-46]      |
| 14      | Am frühen Morgen             | Palm Saturday [13-41]          | Runaway Love [13-44]              |
| 15      | In den besten Familien       | Shoe-in for Murder [13-42]     | Family Interrupted [13-43]        |
| 16      | Habgier und Heimtücke        | Separation Anxiety [13-39]     | Office Visit [13-40]              |
| 17      | Vor Feierabend               | Hundreds of Reasons [13-37]    | Cold Feet [13-38]                 |
| 18      | Verstörende Motive           | Covet the Neighbor [13-35]     | Writing on the Wall [13-36]       |
| 19      | Haarige Spuren               | Deadly Rebellion [13-33]       | Sign of the Crime [13-34]         |
| 20      | Mitten aus dem Leben         | Hair Line [13-31]              | All that Glitters is Gold [13-32] |
| 21      | In bedrohlichen Sphären      | Room with a View [13-29]       | Dollars and Sense [13-30]         |
| 22      | Handwerk des Todes           | Needle in a Haystack [13-28]   | Holy Terror [13-27]               |
| 23      | Die Spur des Geldes          | Family Ties [13-25]            | Trouble Brewing [13-26]           |
| 24      | Trügerische Indizien         | Drowning Sorrow [13-23]        | As-Fault [13-24]                  |
| 25      | Im Beisein von Kindern       | Smiley Faces [13-21]           | Dirty Laundry [13-22]             |
| 26      | Lauter Lügen                 | Seedy Intentions [13-19]       | DNA Dragnet [13-20]               |
| 27      | Spitz auf Knopf              | Fashion Police [13-17]         | Church Dis-Service [13-18]        |
| 28      | Spuren des Blutes            | Sworded Scheme [13-15]         | Unmasked [13-16]                  |
| 29      | Mörderischer Radius          | Sands of Crime [13-13]         | Calculated Coincidence [13-14]    |
| 30      | Am falschen Ort              | Stranger in the Night [13-11]  | Kidnapping [13-12]                |
| 31      | Krankhafte Seelen            | Home Evasion [13-09]           | Window Watcher [13-10]            |
| 32      | Kein Entkommen               | Last Dance [13-07]             | Constructive Criticism [13-08]    |
| 33      | Tödliche Wendungen           | Double Cross [13-05]           | Dancing with the Devil [13-06]    |
| 34      | Entfremdet                   | Shoot to Thrill [13-03]        | Political Thriller [13-04]        |
| 35      | Prekäre Kontakte             | Frozen Assets [13-01]          | House Hunting [13-02]             |
| 36      | Langer Atem                  | Guarded Secrets [12-29]        | Smoking out a Killer [12-30]      |
| 37      | Mörderische Gier             | In the Bag [12-27]             | Yes in Deed [12-28]               |
| 38      | Verhängnisvolles Vertrauen   | Printed Proof [12-25]          | About Face [12-26]                |
| 39      | Bar jeder Reife              | Disrobed [12-23]               | Driven to Silence [12-24]         |
| 40      | Von Amts Wegen               | Traffic Violations [12-21]     | Brotherly Love [12-22]            |
| 41      | Schuld und Sühne             | All Butt Certain [12-19]       | Jean Pool [12-20]                 |
| 42      | Niedere Beweggründe          | Dog Day Afternoon [12-17]      | Shattered Innocence [12-18]       |
| 43      | Codes des Bösen              | Good as Gold [12-15]           | Freedom Fighter [12-16]           |
| 44      | Wahn und Willkür             | Pressed for Crime [12-13]      | Finger Pane [12-14]               |
| 45      | Späte Treffer                | A Cinderella Story [12-11]     | Screen Pass [12-12]               |
| 46      | In heimischen Gefilden       | Insignificant Others [12-09]   | Catch 22 [12-10]                  |
| 47      | Morgengrauen                 | The Day the Music Died [12-07] | Sole Survivor [12-08]             |
| 48      | Seltene Spuren               | Quite a Spectacle [12-05]      | Transaction Failed [12-06]        |
| 49      | Süßes Gift                   | Cold Hearted [12-03]           | Wheel of Misfortune [12-04]       |
| 50      | Grauenhaftes Erwachen        | Sharper Image [12-01]          | Insulated Evidence [12-02]        |
| 51      | Untrügliche Zeichen          | Punch Line [06-22]             | Double Trouble [06-26]            |
| 52      | Schein und Sein              | Whodunit [06-12]               | Sealed with a Kiss [02-10]        |
| 53      | Tier und Tod                 | Killer’s Cattle Log [06-15]    | Foreign Body [03-04]              |
| 54      | Gefährliche Nähe             | Hand Delivered [06-04]         | Deadly Neighborhoods [01-09]      |
| 55      | Auf Leben und Tod            | Death Play [06-05]             | Raw Terror [01-13]                |

Staffel 4 [Episoden aus Forensic Files II], Erstausstrahlung auf RTL NITRO zwischen 09/2020 und 10/2020
| Episode | Titel                 | Titel 1 Original                    | Titel 2 Original       |
| ------- | --------------------- | ----------------------------------- | ---------------------- |
| 01      | Aus dem Nichts        | Portrait of a Serial Killer [01-07] | The Black Hole [01-16] |
| 02      | Todsichere Jobs       | The Green Pen [01-03]               | The Letter [01-10]     |
| 03      | Verdeckt              | Killer Disguise [01-05]             | Buried Secrets [01-01] |
| 04      | Antlitz des Todes     | Killer Snapshot [01-12]             | Church Lady [01-13]    |
| 05      | Bei Gelegenheit Mord  | On the Rocks [01-02]                | Inside Pocket [01-14]  |
| 06      | Mörder in der Familie | Family Tree [01-09]                 | Human Sawdust [01-04]  |
| 07      | Mordrätsel            | The Car Accident [01-15]            | The Barn [01-06]       |
| 08      | Tödliche Affären      | Last Gasp [01-11]                   | The Ambush [01-08]     |

Staffel 5 [Episoden aus Forensic Files II], Erstausstrahlung auf RTL Crime zwischen 05/2022 und 06/2022
| Episode | Titel                  | Titel 1 Original            | Titel 2 Original          |
| ------- | ---------------------- | --------------------------- | ------------------------- |
| 01      | Trügerische Sicherheit | The Obsession [02-01]       | The Rise [02-03]          |
| 02      | Aus nächster Nähe      | Personal Penmanship [02-09] | Smoking Gun [02-14]       |
| 03      | Winzige Spuren         | Ten of Hearts [02-04]       | The Orange Shorts [02-07] |
| 04      | Familienbande          | Matching Palms [02-11]      | Incendiary [02-12]        |
| 05      | Ein zweites Leben      | Full Circle [02-10]         | Heavy Metal [02-05]       |
| 06      | Mord ist nicht genug   | The Reunion [02-08]         | Grave Justice [02-13]     |
| 07      | Falsche Fährte         | The Ink Beads [02-02]       | Knots [02-06]             |

Staffel 6 [Episoden aus Forensic Files II], Erstausstrahlung auf RTL Crime zwischen 04/2023 und 05/2023
| Episode | Titel                 | Titel 1 Original          | Titel 2 Original           |
| ------- | --------------------- | ------------------------- | -------------------------- |
| 01      | Viel zu jung          | Words Matter [03-04]      | Lost Connection [03-13]    |
| 02      | Aus der Dunkelheit    | Sole Mate [03-02]         | The Telltale Marks [03-15] |
| 03      | Ohne Dich             | Pulp Fiction [03-01]      | Toxic Environment [03-12]  |
| 04      | Wer einmal Lügt       | Matter Of Time [03-08]    | Dog Proof [03-06]          |
| 05      | Einer von uns         | Marked For Murder [03-03] | Mix Matched [03-07]        |
| 06      | Eine stürmische Nacht | Last Dance [03-05]        | Tell No Tales [03-16]      |
| 07      | Die Spur des Geldes   | Blanket Denial [03-09]    | In Deep [03-14]            |
| 08      | Der letzte Eindruck   | First Impressions [03-11] | Unraveled [03-10]          |

Staffel 7 [Episoden aus Forensic Files II], Erstausstrahlung auf RTL Crime zwischen 05/2024 und 06/2024
| Episode | Titel                       | Titel 1 Original           | Titel 2 Original               |
| ------- | --------------------------- | -------------------------- | ------------------------------ |
| 01      | Ein anderes Leben           | Men in Black [04-02]       | The Maidenwater Murder [04-01] |
| 02      | Nur ein Job                 | The Murder Irons [04-07]   | Desperate Stakes [04-12]       |
| 03      | Feuer und Flamme            | The Burn Test [04-10]      | Lil Miss Murder [04-03]        |
| 04      | Ein Fall von Hochmut        | True Bugs [04-08]          | Killer Alibi [04-04]           |
| 05      | Einsam, Zweisam, Dreisam    | Murder Mark [04-06]        | Murder on Helium Road [04-09]  |
| 06      | Ordnung ist das ganze Leben | The Scent of Death [04-05] | Broken Santa [04-11]           |

Specials [Aus Forensic Files], Erstausstrahlung auf RTL NITRO in 04/2022
| Special | Titel            | Titel Original           |
| ------- | ---------------- | ------------------------ |
| 01      | Spezial 25 Jahre | 25th Anniversary Special |

## Doppelte Episoden
Die Fälle der zweiten Staffel wurden um Interviewsequenzen mit deutschen Experten ergänzt, mit einem einheitlichen Intro versehen, 4:3 Bildmaterial zu 16:9 getrimmt und mit neuen Titeln als dritte Staffel erneut ausgestrahlt.

Wie in S3E01, welche inhaltlich und in selber Reihenfolge die Fälle von S2E55 beinhaltet, sind auch S3E12-E51 gegenläufig mit S2E05-E44 identisch. Bei den übrigen Episoden der dritten Staffel wurden die restlichen Fälle der zweiten Staffel gemischt.

Im Gegensatz zur dritten Staffel bietet die zweite neben der deutschen (Off-Sprecher:Frank Röth) auch die Original-Tonspur und spielt das Intro zwischen den beiden Fällen der Episode nochmals ein. 
Die ersten 20 Episoden der zweiten Staffel haben das Intro der ersten Staffel und sind im Bildformat 4:3. Ab Episode 21 (Staffel 13 ff. der Original-Serie) sind diese in 16:9 und mit einem neuen Intro versehen. 
Das aktuelle Intro wird mit der dritten Staffel eingeführt.

## DVD
- TruTV: Forensic Files: The Best of all 14 Seasons. 137 Episodes, 39 DVD Collection.